# Jornada Mundial de la Juventud 1991
La Jornada Mundial de la Juventud de 1991 se llevó a cabo del 10 al 15 de agosto de 1991 en Częstochowa, Polonia. 

## Preparación
La elección de la ciudad polaca de Czestochowa tenía un fuerte valor simbólico: Es el lugar de un gran santuario, a la que incluso el Papa Juan Pablo II era muy devoto, además, la ciudad estaba en Polonia, donde nació el Papa, así esta fue una oportunidad para rendir homenaje a todos los caídos durante la guerra y el régimen soviético.

### Tema
El tema elegido por el Papa Juan Pablo II a partir de estos días es el octavo capítulo de la Epístola a los Romanos, versículo 15: "Habéis recibido un espíritu de hijos".

### Himno
El himno de la Jornada Mundial elegido para este año se llama Abba Ojcze, está compuesto por Slawomir Scychowiak, Mario Tomassi Tamoasso y Sergio Tomassi Tamoasso.

## Programa
El evento se llevó a cabo como parte de la visita apostólica del Papa en Polonia y Hungría se celebró del 13 al 20 de agosto de 1991.
En particular, la JMJ duró cinco días, los tres primeros con la catequesis, como la vigilia en la Misa en el Santuario de Jasna Góra para los peregrinos.
Por primera vez en la historia del mundo, el número de participantes superó el millón: éstos eran, de hecho, según diversas estimaciones, entre 1.500.000 y 1.800.000. Se lo batió el récord anterior de la JMJ de Buenos Aires en 1987. Estos provenían de 75 países. Por primera vez podían participar los jóvenes de los países del Pacto de Varsovia.
El papa Juan Pablo II utilizó el esperanto para dirigirse a jóvenes presentes en el monte Hela en la inauguración y en la clausura de la JMJ.